# Schönheide
Schönheide är en kommun och ort i Landkreis Erzgebirgskreis i förbundslandet Sachsen i Tyskland. Kommunen har cirka 4 200 invånare.